# Biserica de lemn din Bistricioara

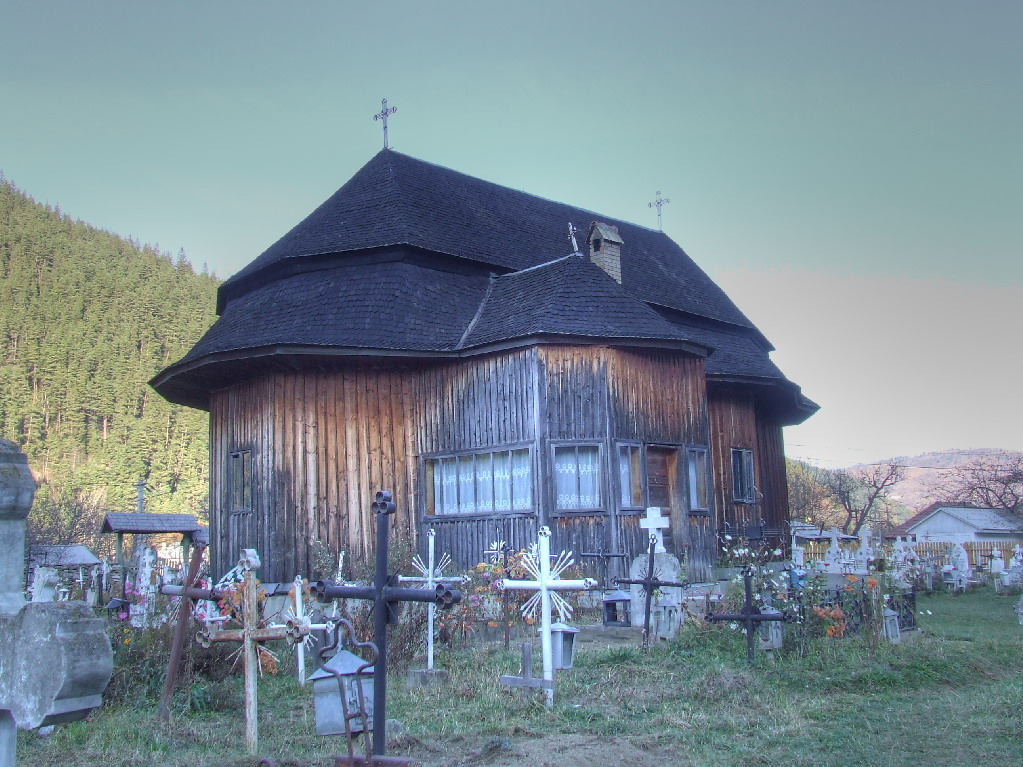
Biserica de lemn din Bistricioara, județul Neamț, 2008

Biserica de lemn din Bistricioara, județul Neamț, a fost construită în cimitirul satului. Hramul bisericii este Sfinții Voievozi. Datată din 1775, refăcute în 1831, biserica se află pe noua listă a monumentelor istorice sub codul LMI:  NT-II-m-B-10592.

## Istoric și trăsături
Planul bisericii este in forma de cruce, având abside laterale pentagonale. Acoperișul este secționat în zona mediană de o bandă verticală. Absida altarului are o fereastră poziționată în axul bisericii. Biserica este acoperită cu un rând de scânduri de brad poziționate vertical ce protejează pereții din lemn. Același procedeu este întâlnit și la alte biserici din zonă - biserica mică de lemn de la Schitul Sihla. 